# Championnat du Royaume-Uni de snooker
Le championnat du Royaume-Uni de snooker (UK Championship en anglais) est un tournoi annuel de snooker professionnel. Il est considéré comme le second plus prestigieux tournoi de la discipline derrière les championnats du monde. Avec ces derniers et les Masters, il constitue l'un des éléments de la triple couronne du snooker.
| \| Blackpool Preston Bournemouth York Telford \| Sites du championnat du Royaume-Uni de snooker |
| Blackpool Preston Bournemouth York Telford                                                      |

## Histoire
La première édition du championnat du Royaume-Uni a lieu en 1977 au Tour de Blackpool de Blackpool sous le nom de championnat du Royaume-Uni de snooker professionnel, un tournoi alors ouvert uniquement aux résidents britanniques ou titulaires d'un passeport britannique. L'Irlandais Patsy Fagan en sort vainqueur face au Gallois Doug Mountjoy, remportant un prix de 2 000 £.
Les règles d'admission changent en 1984 lorsque le tournoi est intégré au système du classement mondial. Tous les joueurs professionnels sont désormais autorisés à intégrer le tableau. Depuis cette date, le championnat du Royaume-Uni est, en termes de points distribués aux participants ainsi que de gains, le second tournoi le plus important de la saison, uniquement devancé par les championnats du monde.
L'Écossais Jamie Burnett réussit en 2004 un break de 148. En commençant par une bille libre au début de la manche, il empoche une bille marron, une bleue, deux roses et douze noires. Ce break est le plus élevé jamais réalisé dans un tournoi officiel professionnel,.
En décembre 2005, Ding Junhui devient le premier joueur non britannique ou irlandais à remporter le titre. Il remporte le tournoi à nouveau en 2009 et en 2019,.

## Palmarès
| Année                                   | Ville                                             | Vainqueur                               | Finaliste                               | Score                                   | Saison                                  |
| Championnat du Royaume-Uni (non classé) | Championnat du Royaume-Uni (non classé)           | Championnat du Royaume-Uni (non classé) | Championnat du Royaume-Uni (non classé) | Championnat du Royaume-Uni (non classé) | Championnat du Royaume-Uni (non classé) |
| --------------------------------------- | ------------------------------------------------- | --------------------------------------- | --------------------------------------- | --------------------------------------- | --------------------------------------- |
| 1977                                    | Blackpool Tower Circus                            | Patsy Fagan                             | Doug Mountjoy                           | 12-9                                    | 1977-1978                               |
| 1978                                    | Preston Guild Hall (en)                           | Doug Mountjoy                           | David Taylor                            | 15-9                                    | 1978-1979                               |
| 1979                                    | Preston Guild Hall (en)                           | John Virgo                              | Terry Griffiths                         | 14-13                                   | 1979-1980                               |
| 1980                                    | Preston Guild Hall (en)                           | Steve Davis                             | Alex Higgins                            | 16-6                                    | 1980-1981                               |
| 1981                                    | Preston Guild Hall (en)                           | Steve Davis (2)                         | Terry Griffiths                         | 16-3                                    | 1981-1982                               |
| 1982                                    | Preston Guild Hall (en)                           | Terry Griffiths                         | Alex Higgins                            | 16-15                                   | 1982-1983                               |
| 1983                                    | Preston Guild Hall (en)                           | Alex Higgins                            | Steve Davis                             | 16-15                                   | 1983-1984                               |
| Championnat du Royaume-Uni (classé)     |                                                   |                                         |                                         |                                         |                                         |
| 1984                                    | Preston Guild Hall (en)                           | Steve Davis (3)                         | Alex Higgins                            | 16-8                                    | 1984-1985                               |
| 1985                                    | Preston Guild Hall (en)                           | Steve Davis (4)                         | Willie Thorne                           | 16-14                                   | 1985-1986                               |
| 1986                                    | Preston Guild Hall (en)                           | Steve Davis (5)                         | Neal Foulds                             | 16-7                                    | 1986-1987                               |
| 1987                                    | Preston Guild Hall (en)                           | Steve Davis (6)                         | Jimmy White                             | 16-14                                   | 1987-1988                               |
| 1988                                    | Preston Guild Hall (en)                           | Doug Mountjoy (2)                       | Stephen Hendry                          | 16-12                                   | 1988-1989                               |
| 1989                                    | Preston Guild Hall (en)                           | Stephen Hendry                          | Steve Davis                             | 16-12                                   | 1989-1990                               |
| 1990                                    | Preston Guild Hall (en)                           | Stephen Hendry (2)                      | Steve Davis                             | 16-15                                   | 1990-1991                               |
| 1991                                    | Preston Guild Hall (en)                           | John Parrott                            | Jimmy White                             | 16-13                                   | 1991-1992                               |
| 1992                                    | Preston Guild Hall (en)                           | Jimmy White                             | John Parrott                            | 16-9                                    | 1992-1993                               |
| 1993                                    | Preston Guild Hall (en)                           | Ronnie O'Sullivan                       | Stephen Hendry                          | 10-6                                    | 1993-1994                               |
| 1994                                    | Preston Guild Hall (en)                           | Stephen Hendry (3)                      | Ken Doherty                             | 10-5                                    | 1994-1995                               |
| 1995                                    | Preston Guild Hall (en)                           | Stephen Hendry (4)                      | Peter Ebdon                             | 10-3                                    | 1995-1996                               |
| 1996                                    | Preston Guild Hall (en)                           | Stephen Hendry (5)                      | John Higgins                            | 10-9                                    | 1996-1997                               |
| 1997                                    | Preston Guild Hall (en)                           | Ronnie O'Sullivan (2)                   | Stephen Hendry                          | 10-6                                    | 1997-1998                               |
| 1998                                    | Bournemouth Bournemouth International Centre (en) | John Higgins                            | Matthew Stevens                         | 10-6                                    | 1998-1999                               |
| 1999                                    | Bournemouth Bournemouth International Centre (en) | Mark Williams                           | Matthew Stevens                         | 10-8                                    | 1999-2000                               |
| 2000                                    | Bournemouth Bournemouth International Centre (en) | John Higgins (2)                        | Mark Williams                           | 10-4                                    | 2000-2001                               |
| 2001                                    | York York Barbican (en)                           | Ronnie O'Sullivan (3)                   | Ken Doherty                             | 10-1                                    | 2001-2002                               |
| 2002                                    | York York Barbican (en)                           | Mark Williams (2)                       | Ken Doherty                             | 10-9                                    | 2002-2003                               |
| 2003                                    | York York Barbican (en)                           | Matthew Stevens                         | Stephen Hendry                          | 10-8                                    | 2003-2004                               |
| 2004                                    | York York Barbican (en)                           | Stephen Maguire                         | David Gray                              | 10-1                                    | 2004-2005                               |
| 2005                                    | York York Barbican (en)                           | Ding Junhui                             | Steve Davis                             | 10-6                                    | 2005-2006                               |
| 2006                                    | York York Barbican (en)                           | Peter Ebdon                             | Stephen Hendry                          | 10-6                                    | 2006-2007                               |
| 2007                                    | Telford Telford International Centre (pl)         | Ronnie O'Sullivan (4)                   | Stephen Maguire                         | 10-2                                    | 2007-2008                               |
| 2008                                    | Telford Telford International Centre (pl)         | Shaun Murphy                            | Marco Fu                                | 10-9                                    | 2008-2009                               |
| 2009                                    | Telford Telford International Centre (pl)         | Ding Junhui (2)                         | John Higgins                            | 10-8                                    | 2009-2010                               |
| 2010                                    | Telford Telford International Centre (pl)         | John Higgins (3)                        | Mark Williams                           | 10-9                                    | 2010-2011                               |
| 2011                                    | York York Barbican (en)                           | Judd Trump                              | Mark Allen                              | 10-8                                    | 2011-2012                               |
| 2012                                    | York York Barbican (en)                           | Mark Selby                              | Shaun Murphy                            | 10-6                                    | 2012-2013                               |
| 2013                                    | York York Barbican (en)                           | Neil Robertson                          | Mark Selby                              | 10-7                                    | 2013-2014                               |
| 2014                                    | York York Barbican (en)                           | Ronnie O'Sullivan (5)                   | Judd Trump                              | 10-9                                    | 2014-2015                               |
| 2015                                    | York York Barbican (en)                           | Neil Robertson (2)                      | Liang Wenbo                             | 10-5                                    | 2015-2016                               |
| 2016                                    | York York Barbican (en)                           | Mark Selby (2)                          | Ronnie O'Sullivan                       | 10-7                                    | 2016-2017                               |
| 2017                                    | York York Barbican (en)                           | Ronnie O'Sullivan (6)                   | Shaun Murphy                            | 10-5                                    | 2017-2018                               |
| 2018                                    | York York Barbican (en)                           | Ronnie O'Sullivan (7)                   | Mark Allen                              | 10-6                                    | 2018-2019                               |
| 2019                                    | York York Barbican (en)                           | Ding Junhui (3)                         | Stephen Maguire                         | 10-6                                    | 2019-2020                               |
| 2020                                    | Milton Keynes Marshall Arena (en)                 | Neil Robertson (3)                      | Judd Trump                              | 10-9                                    | 2020-2021                               |
| 2021                                    | York York Barbican (en)                           | Zhao Xintong                            | Luca Brecel                             | 10-5                                    | 2021-2022                               |
| 2022                                    | York York Barbican (en)                           | Mark Allen                              | Ding Junhui                             | 10-7                                    | 2022-2023                               |
| 2023                                    | York York Barbican (en)                           | Ronnie O'Sullivan (8)                   | Ding Junhui                             | 10-7                                    | 2023-2024                               |
| 2024                                    | York York Barbican (en)                           | Judd Trump (2)                          | Barry Hawkins                           | 10-8                                    | 2024-2025                               |

## Bilan par pays

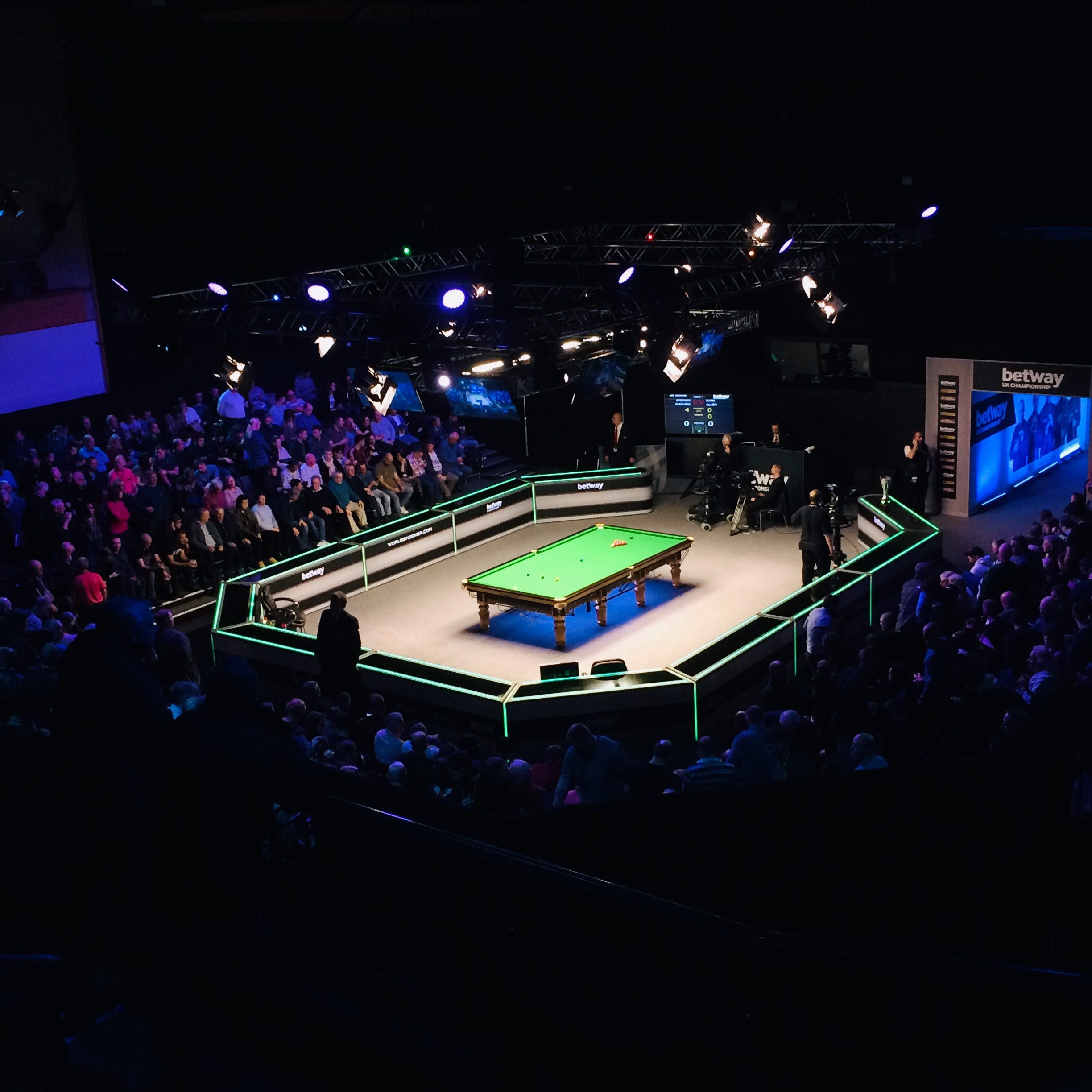
Table principale du Barbican Centre.

| Pays            | Joueur(s) | Total | Premier titre | Dernier titre |
| --------------- | --------- | ----- | ------------- | ------------- |
| Angleterre      | 9         | 23    | 1979          | 2024          |
| Écosse          | 3         | 9     | 1989          | 2010          |
| Pays de Galles  | 4         | 6     | 1978          | 2003          |
| Chine           | 2         | 4     | 2005          | 2021          |
| Australie       | 1         | 3     | 2013          | 2020          |
| Irlande du Nord | 2         | 2     | 1983          | 2022          |
| Irlande         | 1         | 1     | 1977          | 1977          |